# Tecticeps nodulosus
Tecticeps nodulosus är en kräftdjursart som beskrevs av Gurjanova 1935. Tecticeps nodulosus ingår i släktet Tecticeps och familjen Tecticipitidae. Inga underarter finns listade i Catalogue of Life.